# 老爷岭站
老爷岭站是位于吉林省蛟河市老爷岭村的一个铁路车站，邮政编码132502。车站建于1928年，有长图铁路经过该站，现办理客货运业务，车站及其上下行区间均未电气化。车站距离长春站193公里，隶属中国铁路沈阳局集团，是四等站。